# Petróleos Paraguayos
Petróleos Paraguayos, também conhecida como PETROPAR, é a companhia petrolífera do Paraguai que opera a refinaria de Villa Elisa, construída para uma capacidade de 7.500 barris.

## História
O fundo de Petróleos Paraguayos remonta a um momento decisivo na história paraguaia. Especificamente, na década de 1950, as empresas transnacionais ESSO e SHELL (1957) se dedicaram ao fornecimento e distribuição de combustíveis no mercado nacional. Neste contexto, foram dadas intenções para aumentar a presença do produto no Paraguai por empresas nacionais que naquela época experimentaram uma decolagem irreversível.
As realizações foram sentidas a partir da década de 60 que mostra claramente uma espécie de decolagem em que, acima de tudo, as culturas mecanizadas, a agroindústria, as probabilidades de energia da eletricidade, as projeções sistematizadas e olham para exploração, exploração e comercialização de hidrocarbonetos.
Os fatos não podiam apoiar o adiamento porque se sentiam negociadas, o Estado paraguaio com a concessão de uma concessão por 15 anos à Companhia Boliviana do Petróleo (BOC). A ideia apontou a concretização da instalação e exploração de uma Refinaria de Petróleo no território nacional. A capacidade projetada era de 5.000 barris por dia, inicialmente. O acordo, que se destacou devido ao seu tamanho, foi baseado na Lei n.º 847, de 18 de setembro de 1962.
Um ano depois, começaram as obras que culminaram em 1966. Uma empresa de origem norte-americana foi responsável pela inspeção, testes operacionais e início da primeira refinaria de petróleo no Paraguai. Especificamente, no dia 15 de agosto desse ano, após a transferência dos direitos e obrigações da concessão, a Companhia Boliviana de Petróleo. Desta forma, REPSA (Castelhano: Refinería Paraguaia S.A.) nasceu, que inicia suas operações imediatamente. A concessão concluiu em 1981. Nesse contexto, uma cláusula do acordo autorizou a entrega da REPSA ao Estado paraguaio.
Nesse mesmo ano, pela Lei n.º 806/80, o Poder Executivo foi autorizado para a constituição de uma joint venture para realizar a exploração da refinaria. Em suma fim pelo Decreto n.º 22.165 / 81 Entidade Economia Mista chamado Petróleos Paraguaios é constituída com um capital autorizado de 5 bilhões de guaranis, a essa participação chegará a um capital de 60% para o Estado e os restantes 40% para REPSA.
No entanto, antes de um quinquênio, em 1985, o Decreto nº 12.267 / 85 ordenou a aquisição pelo Governo das ações que correspondiam a acionistas privados, deixando o Estado paraguaio como único proprietário da PETROPAR, que imediatamente se torna em uma entidade autárquica, com situação legal e patrimônio próprio com essas funções fundamentais: industrialização do petróleo e seus derivados; Marketing, transporte e distribuição de hidrocarbonetos e seus derivados; prospecção e exploração de campos petrolíferos.
A planta industrial ocupa uma área de 64 hectares, na margem esquerda do rio Paraguai, no município de Villa Elisa, a 15 km de Assunção. Também cria instalações de armazenamento e distribuição de combustível em Hernandárias (Alto Paraná), que tem 6,5 hectares.
A fábrica de álcool de propriedade da Petropar no distrito de Mauricio José Troche, iniciou suas operações em 1979 e foi inicialmente detida pela Administração Paraguaia de Álcool (APAL). Em 1989, o Poder Executivo confiou à Petropar a operação técnica e administração da planta. Em 1993, autorizou sua aquisição e atualmente ocupa 130 hectares, em uma estrada pavimentada e 180 km da capital do país.
A gestão e administração da Petropar, conforme a Lei n.º 2.199 de 09/08/03, é dirigida por um presidente nomeado pelo Executivo com todos os poderes para implementar e fazer cumprir as disposições desta Lei, o de outras leis relevantes e regulamentos da empresa. Seu compromisso visa estabelecer padrões de gestão e administração; determinar a política e a orientação geral da empresa e executar todas as outras funções administrativas e operacionais que correspondem a ela por sua natureza.

## Site oficial da empresa
Empresa paraguaia Petropar